# Sputnik 8K71PS
Sputnik 8K71PS – jedna z pierwszych radzieckich rakiet nośnych. Wystartowały tylko dwa jej egzemplarze, z satelitami Sputnik 1 i Sputnik 2. Rakieta była praktycznie niezmienioną międzykontynentalną rakietą balistyczną R-7. 8K71PS występuje również pod innymi nazwami: Semyorka PS (według nomenklatury NATO), A PS (według nomenklatury Biblioteki Kongresu) i SL-1 (według Departamentu Obrony Stanów Zjednoczonych).

## Chronologia startów
1. 4 października 1957, 19:28 GMT; s/n M1-1PS; miejsce startu: Bajkonur (LC1), Kazachstan
Ładunek: Sputnik 1; Uwagi: start udany
2. 3 listopada 1957, 02:30 GMT; s/n M1-2PS; miejsce startu: Bajkonur (LC1), Kazachstan
Ładunek: Sputnik 2; Uwagi: start udany